# From Pieces to Weight: Once Upon a Time in Southside Queens
From Pieces to Weight: Once Upon a Time in Southside Queens (укр. «З бруду в люди: Якось у Південному Квінзі») — автобіографія американського репера й підприємця 50 Cent, видана 9 серпня 2005 р. У ній описано досвід торговця наркотиків і як він надалі вплинув на виконавця. У написанні книги музиканту допоміг Кріс Екс. Дебютувала на 9-ій сходинці списку бестселерів «Нью-Йорк Таймз» у тиждень 28 серпня 2005.
Також випустили аудіокнигу. Текст читав Дж.Д. Вільямс. Тривалість: 3 год 28 хв.